# کارول لی
کارول لی (به انگلیسی: Carol Leigh) یک هنرمند، نویسنده، فیلم‌ساز و فعال حقوق کارگران جنسی آمریکایی بود. وی به‌دلیل ایجاد اصطلاح «کارگر جنسی» شناخته می‌شد و ریاست جشنواره «فیلم و هنر کارگر جنسی» را بر عهده داشت.